# Þórður Hreiðarsson
Þórður Steinar Hreiðarsson (ur. 13 grudnia 1986 na Islandii) – islandzki piłkarz występujący na pozycji obrońcy.

## Kariera klubowa

### Valur
Karierę seniorską Þórður zaczął w sezonie 2002 w islandzkim klubie Valur, a dokładnie w jego składzie U23, rozgrywającym mecze w ramach Pucharu Coca-Coli. Hreiðarsson zadebiutował wtedy, występując w meczu przeciwko składowi U23 klubu Reykjavíkur 22 maja 2002 (4:3). Rok później, stale w składzie U23 wystąpił w meczu Pucharu Islandii przeciwko HK Kópavogur U23 20 maja 2003 (2:3).
W roku 2004 Þórður po raz pierwszy wystąpił w pierwszym składzie drużyny Valur Reykjavík. Pojawił się w 81. minucie meczu 1. deild karla, gdzie wtedy występował jego klub, przeciwko Breiðablik UBK, 27 sierpnia 2004, kiedy jego zespół wygrał 6:1. Był to jedyny występ Hreiðarssona w tamtym sezonie, choć często zajmował kilkukrotnie miejsce na ławce rezerwowych Valuru Reykjavík. Jego zespół awansował wówczas do Úrvalsdeild.
W sezonie 2005 Þórður dostał dwukrotnie możliwość reprezentowania swojego zespołu. Jego zespół zajął drugie miejsce w tabeli, jednak 12 kwietnia 2006 Hreiðarsson podpisał kontrakt ze spadkowiczem z Úrvalsdeild, klubem Þróttur.

### Þróttur
Pierwszym meczem, w którym zagrał Þórður było spotkanie pucharowe 3 lipca 2006 przeciwko Grindavíkur (2:1). Hreiðarsson zastąpił w 70. minucie Jóhanna Hilmara Hreiðarssona. Prócz tego zagrał jeszcze wtedy w trzech spotkaniach ligowych. Jego klub osiągnął wtedy czwartą pozycję w tabeli drugoligowej.
Bardziej znaczącym zawodnikiem Hreiðarsson stał się w sezonie 2007. Zagrał on w siedemnastu spotkaniach, w czasie, których zdobył swoją pierwszą bramkę. Stało się to w meczu Pucharu Islandii 2007, 26 czerwca 2007 przeciwko UMF Grindavík. Þróttur Reykjavík wygrał wtedy 1:0. W czasie całego sezonu drużyna Þórðura wywalczyła drugie miejsce w tabeli ligowej, co dało jej awans do wyższego poziomu rozgrywek.
W rok 2008 Þórður rozegrał jak dotąd najwięcej meczów w czasie jednego sezonu – dwadzieścia jeden. Zdobył także dwie bramki, co również stanowi jego rekord, jeżeli wziąć pod uwagę jedynie występy w ligach islandzkich. Jego klub z trudem utrzymał się w pierwszej lidze, na koniec sezonu znalazłszy się na dziesiątym, ostatnim niespadkowym miejscu w tabeli.
W czasie pierwszej połowy sezonu 2009 Þórður Hreiðarsson nie pojawiał się tak na boisku, jak i na ławce rezerwowych. Stawił się dopiero w dziesiątej kolejce, rozgrywając następnie dziesięć spotkań dla swojego klubu i nie zdobywszy żadnej bramki. Þróttur Reykjavík tym razem znalazł się o jedną pozycję niżej, przez co musiał pożegnać się z pierwszoligowymi rozgrywkami i pogodzić się z relegacją do niższego poziomu ligowego.

### HB Tórshavn
Þórður Hreiðarsson postanowił jednak zmienić drużynę i 17 lutego 2010 podpisał kontrakt z farerskim klubem HB Tórshavn, z którym w tym samym roku zdobył mistrzostwo oraz Superpuchar Wysp Owczych.

### Statystyki
| Klub            | Sezon             | Liga              | Liga  | Liga   | Liga         | Liga            | Puchary krajowe | Puchary krajowe | Puchary krajowe | Puchary krajowe | Puchary europejskie | Puchary europejskie | Puchary europejskie | Puchary europejskie | Suma  | Suma   | Suma         | Suma            |
| Klub            | Sezon             | Liga              | Mecze | Bramki | Kartki       | Kartki          | Mecze           | Bramki          | Kartki          | Kartki          | Mecze               | Bramki              | Kartki              | Kartki              | Mecze | Bramki | Kartki       | Kartki          |
| Klub            | Sezon             | Liga              | Mecze | Bramki | Żółte kartki | Czerwone kartki | Mecze           | Bramki          | Żółte kartki    | Czerwone kartki | Mecze               | Bramki              | Żółte kartki        | Czerwone kartki     | Mecze | Bramki | Żółte kartki | Czerwone kartki |
| --------------- | ----------------- | ----------------- | ----- | ------ | ------------ | --------------- | --------------- | --------------- | --------------- | --------------- | ------------------- | ------------------- | ------------------- | ------------------- | ----- | ------ | ------------ | --------------- |
| Valur Reykjavík | 2002              | 1. deild karla    | –     | –      | –            | –               | 1               | 0               | 0               | 0               | –                   | –                   | –                   | –                   | 1     | 0      | 0            | 0               |
| Valur Reykjavík | 2003              | Úrvalsdeild       | –     | –      | –            | –               | 1               | 0               | 0               | 0               | –                   | –                   | –                   | –                   | 1     | 0      | 0            | 0               |
| Valur Reykjavík | 2004              | 1. deild karla    | 1     | 0      | 0            | 0               | 0               | 0               | 0               | 0               | –                   | –                   | –                   | –                   | 1     | 0      | 0            | 0               |
| Valur Reykjavík | 2005              | Úrvalsdeild       | 1     | 0      | 0            | 0               | 1               | 0               | 0               | 0               | –                   | –                   | –                   | –                   | 2     | 0      | 0            | 0               |
| Þróttur         | 2006              | 1. deild karla    | 3     | 0      | 0            | 0               | 1               | 0               | 0               | 0               | –                   | –                   | –                   | –                   | 4     | 0      | 0            | 0               |
| Þróttur         | 2007              | 1. deild karla    | 14    | 0      | 0            | 0               | 3               | 1               | 0               | 0               | –                   | –                   | –                   | –                   | 17    | 1      | 0            | 0               |
| Þróttur         | 2008              | Úrvalsdeild       | 20    | 2      | 5            | 0               | 1               | 0               | 0               | 0               | –                   | –                   | –                   | –                   | 21    | 2      | 5            | 0               |
| Þróttur         | 2009              | Úrvalsdeild       | 10    | 0      | 3            | 0               | 0               | 0               | 0               | 0               | –                   | –                   | –                   | –                   | 10    | 0      | 3            | 0               |
| HB Tórshavn     | 2010              | Formuladeildin    | 15    | 2      | 1            | 0               | 2               | 0               | 1               | 0               | 0                   | 0                   | 0                   | 0                   | 14    | 2      | 2            | 0               |
| Suma            | Valur Reykjavík   | Valur Reykjavík   | 2     | 0      | 0            | 0               | 3               | 0               | 0               | 0               | –                   | –                   | –                   | –                   | 5     | 0      | 0            | 0               |
| Suma            | Þróttur Reykjavík | Þróttur Reykjavík | 47    | 2      | 8            | 0               | 5               | 1               | 0               | 0               | –                   | –                   | –                   | –                   | 52    | 3      | 8            | 0               |
| Suma            | HB Tórshavn       | HB Tórshavn       | 15    | 2      | 1            | 0               | 2               | 0               | 1               | 0               | 0                   | 0                   | 0                   | 0                   | 14    | 2      | 2            | 0               |
| Suma            | Wszystkie         | Wszystkie         | 61    | 4      | 9            | 0               | 10              | 1               | 1               | 0               | 0                   | 0                   | 0                   | 0                   | 71    | 5      | 10           | 0               |

## Kariera reprezentacyjna
Þórður Hreiðarsson nie reprezentował do tej pory dorosłej reprezentacji Islandii. Grał natomiast w reprezentacji U-17 oraz U-21. W tej pierwszej wystąpił po raz pierwszy w meczu przeciwko Francji 26 września 2001, przegranym przez Islandczyków 0:4. Prócz tego wystąpił jeszcze w czterech spotkaniach tego zespołu. W ramach tej drugiej rozegrał dwa mecze przeciwko Irlandii Północnej 26 i 28 kwietnia 2004 (0:2, 0:1). W meczach, w których zagrał Hreiðarsson reprezentacja nie zdobyła ani jednego gola.